# Fredede fortidsminder i Sorø Kommune
Denne liste over fredede fortidsminder i Sorø Kommune viser alle fredede fortidsminder i Sorø Kommune. Listen bygger på data fra Kulturarvsstyrelsen.
| Stednavn                     | Type                          | Datering                          | Seværdighed (Verdensarv, National, Lokal, Nej) | ID (Link til Kulturarv.dk) | Koordinater                                   | Billede     | Bemærkning |
| ---------------------------- | ----------------------------- | --------------------------------- | ---------------------------------------------- | -------------------------- | --------------------------------------------- | ----------- | ---------- |
| afd. 612                     | Vildtbaneafmærkning           | Nyere tid (ca. 1661 til 2009)     | Nej                                            | 122950                     | 55°22′36″N 11°32′30″Ø / 55.37660°N 11.54176°Ø | Upload foto |            |
| afd. 612                     | Vildtbaneafmærkning           | Nyere tid (ca. 1661 til 2009)     | Nej                                            | 122951                     | 55°22′35″N 11°32′30″Ø / 55.37649°N 11.54169°Ø | Upload foto |            |
| afd. 612                     | Vildtbaneafmærkning           | Nyere tid (ca. 1661 til 2009)     | Nej                                            | 122952                     | 55°22′34″N 11°32′30″Ø / 55.37624°N 11.54171°Ø | Upload foto |            |
| afd. 612                     | Vildtbaneafmærkning           | Nyere tid (ca. 1661 til 2009)     | Nej                                            | 122954                     | 55°22′34″N 11°32′30″Ø / 55.37612°N 11.54178°Ø | Upload foto |            |
| Afd.25 B                     | Langhøj                       | Stenalder (ca. -3950 til -2801)   | Nej                                            | 109699                     | 55°25′30″N 11°34′23″Ø / 55.42487°N 11.57301°Ø | Upload foto |            |
| Afd.26 B                     | Langhøj                       | Stenalder (ca. -3950 til -2801)   | Nej                                            | 109683                     | 55°25′45″N 11°34′37″Ø / 55.42907°N 11.57687°Ø | Upload foto |            |
| Afd.26 B                     | Dysse eller jættestue         | Stenalder (ca. -3950 til -2801)   | Nej                                            | 109683                     | 55°25′45″N 11°34′37″Ø / 55.42907°N 11.57687°Ø | Upload foto |            |
| Afd.30 B                     | Rundhøj                       | Stenalder (ca. -3950 til -2801)   | Nej                                            | 109859                     | 55°25′33″N 11°35′33″Ø / 55.42570°N 11.59257°Ø | Upload foto |            |
| Afd.30 B                     | Dysse eller jættestue         | Stenalder (ca. -3950 til -2801)   | Nej                                            | 109859                     | 55°25′33″N 11°35′33″Ø / 55.42570°N 11.59257°Ø | Upload foto |            |
| Afd.48 B                     | Rundhøj                       | Stenalder (ca. -3950 til -2801)   | Nej                                            | 109598                     | 55°31′17″N 11°37′06″Ø / 55.52139°N 11.61838°Ø | Upload foto |            |
| Afd.48 B                     | Dysse eller jættestue         | Stenalder (ca. -3950 til -2801)   | Nej                                            | 109598                     | 55°31′17″N 11°37′06″Ø / 55.52139°N 11.61838°Ø | Upload foto |            |
| Afd.5                        | Rundhøj                       | Oldtid (ca. -3950 til -501)       | Nej                                            | 102138                     | 55°31′33″N 11°36′30″Ø / 55.52572°N 11.60824°Ø | Upload foto |            |
| Afd.66 C                     | Langhøj                       | Oldtid (ca. -3950 til -501)       | Nej                                            | 110135                     | 55°22′50″N 11°35′03″Ø / 55.38049°N 11.58412°Ø | Upload foto |            |
| Afd.68 A                     | Langhøj                       | Stenalder (ca. -3950 til -2801)   | Nej                                            | 110128                     | 55°22′50″N 11°35′12″Ø / 55.38058°N 11.58655°Ø | Upload foto |            |
| Afd.68 A                     | Dysse eller jættestue         | Stenalder (ca. -3950 til -2801)   | Nej                                            | 110128                     | 55°22′50″N 11°35′12″Ø / 55.38058°N 11.58655°Ø | Upload foto |            |
| Afd.69 B                     | Langhøj                       | Stenalder (ca. -3950 til -2801)   | Nej                                            | 110168                     | 55°23′02″N 11°35′34″Ø / 55.38375°N 11.59275°Ø | Upload foto |            |
| Afd.69 B                     | Dysse eller jættestue         | Stenalder (ca. -3950 til -2801)   | Nej                                            | 110168                     | 55°23′02″N 11°35′34″Ø / 55.38375°N 11.59275°Ø | Upload foto |            |
| Afd.69 C                     | Langhøj                       | Stenalder (ca. -3950 til -2801)   | Nej                                            | 110163                     | 55°22′49″N 11°35′41″Ø / 55.38022°N 11.59463°Ø | Upload foto |            |
| Afd.69 C                     | Dysse eller jættestue         | Stenalder (ca. -3950 til -2801)   | Nej                                            | 110163                     | 55°22′49″N 11°35′41″Ø / 55.38022°N 11.59463°Ø | Upload foto |            |
| Afd.69 C                     | Langhøj                       | Stenalder (ca. -3950 til -2801)   | Nej                                            | 110164                     | 55°22′45″N 11°35′36″Ø / 55.37922°N 11.59335°Ø | Upload foto |            |
| Afd.69 C                     | Dysse eller jættestue         | Stenalder (ca. -3950 til -2801)   | Nej                                            | 110164                     | 55°22′45″N 11°35′36″Ø / 55.37922°N 11.59335°Ø | Upload foto |            |
| Afd.69 C                     | Dysse eller jættestue         | Stenalder (ca. -3950 til -2801)   | Nej                                            | 110164                     | 55°22′45″N 11°35′36″Ø / 55.37922°N 11.59335°Ø | Upload foto |            |
| Afd.69 C                     | Rundhøj                       | Stenalder (ca. -3950 til -2801)   | Nej                                            | 110165                     | 55°22′46″N 11°35′33″Ø / 55.37951°N 11.59255°Ø | Upload foto |            |
| Afd.69 C                     | Dysse eller jættestue         | Stenalder (ca. -3950 til -2801)   | Nej                                            | 110165                     | 55°22′46″N 11°35′33″Ø / 55.37951°N 11.59255°Ø | Upload foto |            |
| Afd.7 B                      | Langhøj                       | Stenalder (ca. -3950 til -2801)   | Nej                                            | 109388                     | 55°23′34″N 11°38′55″Ø / 55.39278°N 11.64852°Ø | Upload foto |            |
| Afd.7 B                      | Rundhøj                       | Stenalder (ca. -3950 til -2801)   | Nej                                            | 110140                     | 55°23′58″N 11°38′13″Ø / 55.39932°N 11.63686°Ø | Upload foto |            |
| Afd.7 B                      | Dysse eller jættestue         | Stenalder (ca. -3950 til -2801)   | Nej                                            | 110140                     | 55°23′58″N 11°38′13″Ø / 55.39932°N 11.63686°Ø | Upload foto |            |
| Afd.7 B                      | Langhøj                       | Stenalder (ca. -3950 til -2801)   | Nej                                            | 110141                     | 55°23′57″N 11°38′14″Ø / 55.39920°N 11.63710°Ø | Upload foto |            |
| Alsted Skov                  | Rundhøj                       | Oldtid (ca. -250000 til 1066)     | Nej                                            | 109387                     | 55°23′41″N 11°38′48″Ø / 55.39466°N 11.64667°Ø | Upload foto |            |
| Alsted Skov                  | Langhøj                       | Stenalder (ca. -3950 til -2801)   | Nej                                            | 109402                     | 55°24′07″N 11°38′23″Ø / 55.40197°N 11.63985°Ø | Upload foto |            |
| Alsted Skov                  | Rundhøj                       | Oldtid (ca. -3950 til -501)       | Nej                                            | 109411                     | 55°23′56″N 11°38′36″Ø / 55.39885°N 11.64347°Ø | Upload foto |            |
| Alsted Skov                  | Stenbygget grav               | Oldtid (ca. -3950 til -501)       | Nej                                            | 109411                     | 55°23′56″N 11°38′36″Ø / 55.39885°N 11.64347°Ø | Upload foto |            |
| Alsted Skov                  | Langhøj                       | Stenalder (ca. -3950 til -2801)   | Nej                                            | 109412                     | 55°23′52″N 11°38′52″Ø / 55.39775°N 11.64768°Ø | Upload foto |            |
| Alsted Skov                  | Rundhøj                       | Stenalder (ca. -3950 til -2801)   | Nej                                            | 109421                     | 55°23′55″N 11°38′40″Ø / 55.39870°N 11.64455°Ø | Upload foto |            |
| Alsted Skov                  | Dysse eller jættestue         | Stenalder (ca. -3950 til -2801)   | Nej                                            | 109421                     | 55°23′55″N 11°38′40″Ø / 55.39870°N 11.64455°Ø | Upload foto |            |
| Alsted Skov                  | Langhøj                       | Stenalder (ca. -3950 til -2801)   | Nej                                            | 110159                     | 55°23′57″N 11°38′21″Ø / 55.39906°N 11.63919°Ø | Upload foto |            |
| Asehøj                       | Rundhøj                       | Stenalder (ca. -3950 til -2801)   | Nej                                            | 109680                     | 55°22′10″N 11°31′34″Ø / 55.36952°N 11.52623°Ø | Upload foto |            |
| Asehøj                       | Dysse eller jættestue         | Stenalder (ca. -3950 til -2801)   | Nej                                            | 109680                     | 55°22′10″N 11°31′34″Ø / 55.36952°N 11.52623°Ø | Upload foto |            |
| Atterup                      | Langhøj                       | Stenalder (ca. -3950 til -2801)   | Nej                                            | 102610                     | 55°31′32″N 11°32′11″Ø / 55.52553°N 11.53631°Ø | Upload foto |            |
| Atterup                      | Dysse eller jættestue         | Stenalder (ca. -3950 til -2801)   | Nej                                            | 102610                     | 55°31′32″N 11°32′11″Ø / 55.52553°N 11.53631°Ø | Upload foto |            |
| Ballehøj                     | Rundhøj                       | Stenalder (ca. -3950 til -2801)   | Nej                                            | 109757                     | 55°29′35″N 11°34′37″Ø / 55.49307°N 11.57687°Ø | Upload foto |            |
| Ballehøj                     | Dysse eller jættestue         | Stenalder (ca. -3950 til -2801)   | Nej                                            | 109757                     | 55°29′35″N 11°34′37″Ø / 55.49307°N 11.57687°Ø | Upload foto |            |
| Barnedys                     | Rundhøj                       | Stenalder (ca. -3950 til -2801)   | Nej                                            | 109674                     | 55°24′22″N 11°33′36″Ø / 55.40603°N 11.56003°Ø | Upload foto |            |
| Barnedys                     | Dysse eller jættestue         | Stenalder (ca. -3950 til -2801)   | Nej                                            | 109674                     | 55°24′22″N 11°33′36″Ø / 55.40603°N 11.56003°Ø | Upload foto |            |
| Barnehøj                     | Rundhøj                       | Stenalder (ca. -3950 til -2801)   | Nej                                            | 109504                     | 55°26′20″N 11°41′04″Ø / 55.43898°N 11.68434°Ø | Upload foto |            |
| Barnehøj                     | Dysse eller jættestue         | Stenalder (ca. -3950 til -2801)   | Nej                                            | 109504                     | 55°26′20″N 11°41′04″Ø / 55.43898°N 11.68434°Ø | Upload foto |            |
| Birke-Huse                   | Langhøj                       | Stenalder (ca. -3950 til -2801)   | Nej                                            | 109428                     | 55°29′25″N 11°37′28″Ø / 55.49018°N 11.62447°Ø | Upload foto |            |
| Birke-Huse                   | Dysse eller jættestue         | Stenalder (ca. -3950 til -2801)   | Nej                                            | 109428                     | 55°29′25″N 11°37′28″Ø / 55.49018°N 11.62447°Ø | Upload foto |            |
| Blankedys                    | Rundhøj                       | Stenalder (ca. -3950 til -2801)   | Nej                                            | 109413                     | 55°28′50″N 11°37′51″Ø / 55.48064°N 11.63084°Ø | Upload foto |            |
| Blankedys                    | Dysse eller jættestue         | Stenalder (ca. -3950 til -2801)   | Nej                                            | 109413                     | 55°28′50″N 11°37′51″Ø / 55.48064°N 11.63084°Ø | Upload foto |            |
| Bleskedys                    | Langhøj                       | Stenalder (ca. -3950 til -2801)   | Nej                                            | 109758                     | 55°29′33″N 11°34′23″Ø / 55.49261°N 11.57309°Ø | Upload foto |            |
| Bregnedys                    | Rundhøj                       | Stenalder (ca. -3950 til -2801)   | Nej                                            | 109425                     | 55°29′10″N 11°37′34″Ø / 55.48625°N 11.62601°Ø | Upload foto |            |
| Bregnedys                    | Dysse eller jættestue         | Stenalder (ca. -3950 til -2801)   | Nej                                            | 109425                     | 55°29′10″N 11°37′34″Ø / 55.48625°N 11.62601°Ø | Upload foto |            |
| Broby Skovpart               | Rundhøj                       | Oldtid (ca. -250000 til 1066)     | Nej                                            | 109712                     | 55°23′32″N 11°35′07″Ø / 55.39217°N 11.58526°Ø | Upload foto |            |
| Broby Vesterskov             | Langhøj                       | Stenalder (ca. -3950 til -2801)   | Nej                                            | 110115                     | 55°23′15″N 11°35′57″Ø / 55.38742°N 11.59913°Ø | Upload foto |            |
| Broby Vesterskov             | Rundhøj                       | Stenalder (ca. -3950 til -2801)   | Nej                                            | 110136                     | 55°22′50″N 11°35′06″Ø / 55.38068°N 11.58493°Ø | Upload foto |            |
| Broby Vesterskov             | Dysse eller jættestue         | Stenalder (ca. -3950 til -2801)   | Nej                                            | 110136                     | 55°22′50″N 11°35′06″Ø / 55.38068°N 11.58493°Ø | Upload foto |            |
| Broby Vesterskov             | Rundhøj                       | Stenalder (ca. -3950 til -2801)   | Nej                                            | 110162                     | 55°22′37″N 11°35′52″Ø / 55.37708°N 11.59782°Ø | Upload foto |            |
| Broby Vesterskov             | Dysse eller jættestue         | Stenalder (ca. -3950 til -2801)   | Nej                                            | 110162                     | 55°22′37″N 11°35′52″Ø / 55.37708°N 11.59782°Ø | Upload foto |            |
| Broby Vesterskov             | Rundhøj                       | Oldtid (ca. -250000 til 1066)     | Nej                                            | 110166                     | 55°22′49″N 11°35′29″Ø / 55.38027°N 11.59126°Ø | Upload foto |            |
| Broby Vesterskov             | Rundhøj                       | Stenalder (ca. -3950 til -2801)   | Nej                                            | 110167                     | 55°23′02″N 11°35′29″Ø / 55.38396°N 11.59148°Ø | Upload foto |            |
| Broby Vesterskov             | Dysse eller jættestue         | Stenalder (ca. -3950 til -2801)   | Nej                                            | 110167                     | 55°23′02″N 11°35′29″Ø / 55.38396°N 11.59148°Ø | Upload foto |            |
| Broby Vesterskov             | Stensætning                   | Oldtid (ca. -3950 til -501)       | Nej                                            | 110169                     | 55°23′12″N 11°35′20″Ø / 55.38655°N 11.58882°Ø | Upload foto |            |
| Broby Vesterskov             | Rundhøj                       | Stenalder (ca. -3950 til -2801)   | Nej                                            | 110172                     | 55°24′03″N 11°35′54″Ø / 55.40089°N 11.59820°Ø | Upload foto |            |
| Broby Vesterskov             | Dysse eller jættestue         | Stenalder (ca. -3950 til -2801)   | Nej                                            | 110172                     | 55°24′03″N 11°35′54″Ø / 55.40089°N 11.59820°Ø | Upload foto |            |
| Broby Vesterskov             | Rundhøj                       | Oldtid (ca. -250000 til 1066)     | Nej                                            | 131267                     | 55°24′04″N 11°35′56″Ø / 55.40114°N 11.59886°Ø | Upload foto |            |
| Bromme                       | Bosættelse, uspec undergruppe | Stenalder (ca. -250000 til -9001) | Nej                                            | 109485                     | 55°29′18″N 11°29′46″Ø / 55.48842°N 11.49624°Ø | Upload foto |            |
| Bøgeskoven                   | Rundhøj                       | Oldtid (ca. -3950 til -501)       | Nej                                            | 102620                     | 55°32′21″N 11°30′41″Ø / 55.53919°N 11.51125°Ø | Upload foto |            |
| Bøgeskoven                   | Stenbygget grav               | Oldtid (ca. -3950 til -501)       | Nej                                            | 102620                     | 55°32′21″N 11°30′41″Ø / 55.53919°N 11.51125°Ø | Upload foto |            |
| Dambro                       | Vildtbaneafmærkning           | Nyere tid (ca. 1750 til 1799)     | Nej                                            | 192978                     | 55°30′23″N 11°34′56″Ø / 55.50642°N 11.58219°Ø | Upload foto |            |
| Døjringe                     | Langhøj                       | Stenalder (ca. -3950 til -2801)   | Nej                                            | 109759                     | 55°29′16″N 11°34′03″Ø / 55.48789°N 11.56746°Ø | Upload foto |            |
| Døjringe                     | Langhøj                       | Stenalder (ca. -3950 til -2801)   | Nej                                            | 109760                     | 55°29′14″N 11°34′00″Ø / 55.48735°N 11.56670°Ø | Upload foto |            |
| Døjringe                     | Dysse eller jættestue         | Stenalder (ca. -3950 til -2801)   | Nej                                            | 109760                     | 55°29′14″N 11°34′00″Ø / 55.48735°N 11.56670°Ø | Upload foto |            |
| Døjringe                     | Rundhøj                       | Stenalder (ca. -3950 til -2801)   | Nej                                            | 109761                     | 55°28′55″N 11°33′44″Ø / 55.48189°N 11.56215°Ø | Upload foto |            |
| Døjringe                     | Dysse eller jættestue         | Stenalder (ca. -3950 til -2801)   | Nej                                            | 109761                     | 55°28′55″N 11°33′44″Ø / 55.48189°N 11.56215°Ø | Upload foto |            |
| Døjringe                     | Langhøj                       | Stenalder (ca. -3950 til -2801)   | Nej                                            | 109762                     | 55°29′02″N 11°33′52″Ø / 55.48388°N 11.56439°Ø | Upload foto |            |
| Døjringe                     | Dysse eller jættestue         | Stenalder (ca. -3950 til -2801)   | Nej                                            | 109762                     | 55°29′02″N 11°33′52″Ø / 55.48388°N 11.56439°Ø | Upload foto |            |
| Døjringe                     | Rundhøj                       | Stenalder (ca. -3950 til -2801)   | Nej                                            | 109836                     | 55°29′20″N 11°35′45″Ø / 55.48902°N 11.59596°Ø | Upload foto |            |
| Døjringe                     | Dysse eller jættestue         | Stenalder (ca. -3950 til -2801)   | Nej                                            | 109836                     | 55°29′20″N 11°35′45″Ø / 55.48902°N 11.59596°Ø | Upload foto |            |
| Enemærket 02                 | Rundhøj                       | Oldtid (ca. -250000 til 1066)     | Nej                                            | 188701                     | 55°30′40″N 11°36′01″Ø / 55.51109°N 11.60032°Ø | Upload foto |            |
| Enemærket 3                  | Rundhøj                       | Oldtid (ca. -250000 til 1066)     | Nej                                            | 188700                     | 55°30′52″N 11°35′55″Ø / 55.51457°N 11.59860°Ø | Upload foto |            |
| Enemærket 3                  | Rundhøj                       | Oldtid (ca. -250000 til 1066)     | Nej                                            | 188702                     | 55°30′53″N 11°35′57″Ø / 55.51459°N 11.59913°Ø | Upload foto |            |
| Eskildstrup                  | Rundhøj                       | Stenalder (ca. -3950 til -2801)   | Nej                                            | 109679                     | 55°22′07″N 11°31′43″Ø / 55.36868°N 11.52872°Ø | Upload foto |            |
| Eskildstrup                  | Dysse eller jættestue         | Stenalder (ca. -3950 til -2801)   | Nej                                            | 109679                     | 55°22′07″N 11°31′43″Ø / 55.36868°N 11.52872°Ø | Upload foto |            |
| Fjenneslev kirke             | Bygning                       | Historisk Tid (ca. 1067 til 2009) | Nej                                            | 190911                     | 55°26′02″N 11°41′14″Ø / 55.43387°N 11.68730°Ø | Upload foto |            |
| Fjenneslev kirke             | Mindesmærke                   | Nyere tid (ca. 1661 til 2009)     | Nej                                            | 190911                     | 55°26′02″N 11°41′14″Ø / 55.43387°N 11.68730°Ø | Upload foto |            |
| Fjenneslev-stenen            | Runesten                      | Vikingetid (ca. 750 til 1066)     | Nej                                            | 109512                     | 55°26′00″N 11°41′15″Ø / 55.43341°N 11.68751°Ø | Upload foto |            |
| Fjenneslev-stenen            | Kirke                         | Historisk Tid (ca. 1067 til 2009) | Nej                                            | 109512                     | 55°26′00″N 11°41′15″Ø / 55.43341°N 11.68751°Ø | Upload foto |            |
| Frederikskilde               | Langhøj                       | Stenalder (ca. -3950 til -2801)   | Nej                                            | 109678                     | 55°22′32″N 11°32′37″Ø / 55.37559°N 11.54362°Ø | Upload foto |            |
| Frederikskilde               | Dysse eller jættestue         | Stenalder (ca. -3950 til -2801)   | Nej                                            | 109678                     | 55°22′32″N 11°32′37″Ø / 55.37559°N 11.54362°Ø | Upload foto |            |
| Frederikskilde               | Dysse eller jættestue         | Stenalder (ca. -3950 til -2801)   | Nej                                            | 109678                     | 55°22′32″N 11°32′37″Ø / 55.37559°N 11.54362°Ø | Upload foto |            |
| Frederikskilde               | Dysse eller jættestue         | Stenalder (ca. -3950 til -2801)   | Nej                                            | 109678                     | 55°22′32″N 11°32′37″Ø / 55.37559°N 11.54362°Ø | Upload foto |            |
| Frederikskilde               | Stenkiste                     | Oldtid (ca. -3950 til -501)       | Nej                                            | 189007                     | 55°22′34″N 11°32′27″Ø / 55.37622°N 11.54076°Ø | Upload foto |            |
| Frederikskilde Skov          | Rundhøj                       | Oldtid (ca. -250000 til 1066)     | Nej                                            | 189006                     | 55°22′57″N 11°32′32″Ø / 55.38253°N 11.54216°Ø | Upload foto |            |
| Frederikskilde Skov          | Stensætning                   | Oldtid (ca. -3950 til -501)       | Nej                                            | 189006                     | 55°22′57″N 11°32′32″Ø / 55.38253°N 11.54216°Ø | Upload foto |            |
| Fredskovminde Skovridergaard | Langhøj                       | Stenalder (ca. -3950 til -2801)   | Nej                                            | 109561                     | 55°29′32″N 11°38′59″Ø / 55.49230°N 11.64978°Ø | Upload foto |            |
| Fredskovminde Skovridergaard | Dysse eller jættestue         | Stenalder (ca. -3950 til -2801)   | Nej                                            | 109561                     | 55°29′32″N 11°38′59″Ø / 55.49230°N 11.64978°Ø | Upload foto |            |
| Fulby                        | Rundhøj                       | Stenalder (ca. -3950 til -2801)   | Nej                                            | 109430                     | 55°28′51″N 11°36′09″Ø / 55.48072°N 11.60253°Ø | Upload foto |            |
| Fulby                        | Dysse eller jættestue         | Stenalder (ca. -3950 til -2801)   | Nej                                            | 109430                     | 55°28′51″N 11°36′09″Ø / 55.48072°N 11.60253°Ø | Upload foto |            |
| Fulby                        | Rundhøj                       | Stenalder (ca. -3950 til -2801)   | Nej                                            | 109431                     | 55°28′43″N 11°36′18″Ø / 55.47858°N 11.60499°Ø | Upload foto |            |
| Fulby                        | Dysse eller jættestue         | Stenalder (ca. -3950 til -2801)   | Nej                                            | 109431                     | 55°28′43″N 11°36′18″Ø / 55.47858°N 11.60499°Ø | Upload foto |            |
| Haltensten                   | Langhøj                       | Stenalder (ca. -3950 til -2801)   | Nej                                            | 109385                     | 55°24′20″N 11°41′36″Ø / 55.40542°N 11.69330°Ø | Upload foto |            |
| Haltensten                   | Dysse eller jættestue         | Stenalder (ca. -3950 til -2801)   | Nej                                            | 109385                     | 55°24′20″N 11°41′36″Ø / 55.40542°N 11.69330°Ø | Upload foto |            |
| Haltensten                   | Dysse eller jættestue         | Stenalder (ca. -3950 til -2801)   | Nej                                            | 109385                     | 55°24′20″N 11°41′36″Ø / 55.40542°N 11.69330°Ø | Upload foto |            |
| Haltensten                   | Dysse eller jættestue         | Stenalder (ca. -3950 til -2801)   | Nej                                            | 109385                     | 55°24′20″N 11°41′36″Ø / 55.40542°N 11.69330°Ø | Upload foto |            |
| Havedysse                    | Langhøj                       | Stenalder (ca. -3950 til -2801)   | Nej                                            | 101137                     | 55°31′59″N 11°21′36″Ø / 55.53300°N 11.35993°Ø | Upload foto |            |
| Havedysse                    | Dysse eller jættestue         | Stenalder (ca. -3950 til -2801)   | Nej                                            | 101137                     | 55°31′59″N 11°21′36″Ø / 55.53300°N 11.35993°Ø | Upload foto |            |
| Helicon                      | Rundhøj                       | Oldtid (ca. -250000 til 1066)     | Nej                                            | 109675                     | 55°24′50″N 11°32′34″Ø / 55.41384°N 11.54284°Ø | Upload foto |            |
| Hellestrup                   | Langhøj                       | Stenalder (ca. -3950 til -2801)   | Nej                                            | 109596                     | 55°30′15″N 11°36′36″Ø / 55.50423°N 11.60990°Ø | Upload foto |            |
| Hellestrup                   | Rundhøj                       | Stenalder (ca. -3950 til -2801)   | Nej                                            | 109599                     | 55°30′10″N 11°37′11″Ø / 55.50266°N 11.61963°Ø | Upload foto |            |
| Hellestrup                   | Dysse eller jættestue         | Stenalder (ca. -3950 til -2801)   | Nej                                            | 109599                     | 55°30′10″N 11°37′11″Ø / 55.50266°N 11.61963°Ø | Upload foto |            |
| Herrestrup                   | Dysse eller jættestue         | Stenalder (ca. -3950 til -2801)   | Nej                                            | 101203                     | 55°32′50″N 11°26′42″Ø / 55.54713°N 11.44509°Ø | Upload foto |            |
| Hjortebjerg                  | Anlæg afventer klassifikation | Udateret (ca. -250000 til 2009)   | Nej                                            | 190960                     | 55°31′36″N 11°36′32″Ø / 55.52656°N 11.60889°Ø | Upload foto |            |
| Juliedal                     | Langhøj                       | Stenalder (ca. -3950 til -2801)   | Nej                                            | 109591                     | 55°29′35″N 11°36′07″Ø / 55.49294°N 11.60196°Ø | Upload foto |            |
| Juliedal                     | Dysse eller jættestue         | Stenalder (ca. -3950 til -2801)   | Nej                                            | 109591                     | 55°29′35″N 11°36′07″Ø / 55.49294°N 11.60196°Ø | Upload foto |            |
| Kildegård                    | Vildtbaneafmærkning           | Nyere tid (ca. 1661 til 2009)     | Nej                                            | 190907                     | 55°30′21″N 11°31′17″Ø / 55.50590°N 11.52142°Ø | Upload foto |            |
| Kildegård                    | Anlæg afventer klassifikation | Udateret (ca. -250000 til 2009)   | Nej                                            | 190958                     | 55°30′21″N 11°31′13″Ø / 55.50592°N 11.52017°Ø | Upload foto |            |
| Kirke Flinterup              | Sagnsten                      | Historisk Tid (ca. 1067 til 2009) | Nej                                            | 166027                     | 55°29′47″N 11°36′11″Ø / 55.49634°N 11.60304°Ø | Upload foto |            |
| Kirkebjerg                   | Rundhøj                       | Oldtid (ca. -250000 til 1066)     | Nej                                            | 109844                     | 55°28′11″N 11°34′05″Ø / 55.46975°N 11.56809°Ø | Upload foto |            |
| Kirke-Flinterup              | Langhøj                       | Stenalder (ca. -3950 til -2801)   | Nej                                            | 109578                     | 55°29′40″N 11°37′33″Ø / 55.49450°N 11.62587°Ø | Upload foto |            |
| Kirke-Flinterup              | Langhøj                       | Stenalder (ca. -3950 til -2801)   | Nej                                            | 109588                     | 55°29′37″N 11°38′18″Ø / 55.49363°N 11.63844°Ø | Upload foto |            |
| Kirke-Flinterup              | Dysse eller jættestue         | Stenalder (ca. -3950 til -2801)   | Nej                                            | 109588                     | 55°29′37″N 11°38′18″Ø / 55.49363°N 11.63844°Ø | Upload foto |            |
| Kongsted                     | Langhøj                       | Stenalder (ca. -3950 til -2801)   | Nej                                            | 101848                     | 55°34′07″N 11°26′18″Ø / 55.56862°N 11.43839°Ø | Upload foto |            |
| Kongsted                     | Dysse eller jættestue         | Stenalder (ca. -3950 til -2801)   | Nej                                            | 101848                     | 55°34′07″N 11°26′18″Ø / 55.56862°N 11.43839°Ø | Upload foto |            |
| Krøjerup                     | Langhøj                       | Stenalder (ca. -3950 til -2801)   | Nej                                            | 109457                     | 55°27′54″N 11°30′44″Ø / 55.46499°N 11.51231°Ø | Upload foto |            |
| Krøjerup                     | Dysse eller jættestue         | Stenalder (ca. -3950 til -2801)   | Nej                                            | 109457                     | 55°27′54″N 11°30′44″Ø / 55.46499°N 11.51231°Ø | Upload foto |            |
| Kveldinghøi                  | Rundhøj                       | Oldtid (ca. -250000 til 1066)     | Nej                                            | 102142                     | 55°33′20″N 11°32′28″Ø / 55.55542°N 11.54121°Ø | Upload foto |            |
| Kyringe                      | Rundhøj                       | Oldtid (ca. -250000 til 1066)     | Nej                                            | 109886                     | 55°32′00″N 11°39′07″Ø / 55.53341°N 11.65199°Ø | Upload foto |            |
| Kyringe                      | Langhøj                       | Stenalder (ca. -3950 til -2801)   | Nej                                            | 109899                     | 55°31′37″N 11°39′27″Ø / 55.52702°N 11.65746°Ø | Upload foto |            |
| Kyringe                      | Dysse eller jættestue         | Stenalder (ca. -3950 til -2801)   | Nej                                            | 109899                     | 55°31′37″N 11°39′27″Ø / 55.52702°N 11.65746°Ø | Upload foto |            |
| Lille Hanehøj                | Rundhøj                       | Stenalder (ca. -3950 til -2801)   | Nej                                            | 109858                     | 55°25′48″N 11°37′40″Ø / 55.43012°N 11.62788°Ø | Upload foto |            |
| Lille Hanehøj                | Dysse eller jættestue         | Stenalder (ca. -3950 til -2801)   | Nej                                            | 109858                     | 55°25′48″N 11°37′40″Ø / 55.43012°N 11.62788°Ø | Upload foto |            |
| Lillemarkshus                | Møllekanal                    | Historisk Tid (ca. 1067 til 2009) | Nej                                            | 190285                     | 55°26′11″N 11°34′23″Ø / 55.43626°N 11.57303°Ø | Upload foto |            |
| Lynge                        | Anlæg afventer klassifikation | Udateret (ca. -250000 til 2009)   | Nej                                            | 191426                     | 55°23′32″N 11°35′06″Ø / 55.39209°N 11.58487°Ø | Upload foto |            |
| Mølsøvdys                    | Rundhøj                       | Stenalder (ca. -3950 til -2801)   | Nej                                            | 110122                     | 55°22′40″N 11°36′15″Ø / 55.37785°N 11.60412°Ø | Upload foto |            |
| Mølsøvdys                    | Dysse eller jættestue         | Stenalder (ca. -3950 til -2801)   | Nej                                            | 110122                     | 55°22′40″N 11°36′15″Ø / 55.37785°N 11.60412°Ø | Upload foto |            |
| Mørkhøj                      | Rundhøj                       | Stenalder (ca. -3950 til -2801)   | Nej                                            | 109469                     | 55°27′33″N 11°30′13″Ø / 55.45921°N 11.50359°Ø | Upload foto |            |
| Mørkhøj                      | Dysse eller jættestue         | Stenalder (ca. -3950 til -2801)   | Nej                                            | 109469                     | 55°27′33″N 11°30′13″Ø / 55.45921°N 11.50359°Ø | Upload foto |            |
| Niløse                       | Langhøj                       | Stenalder (ca. -3950 til -2801)   | Nej                                            | 101850                     | 55°33′04″N 11°29′24″Ø / 55.55118°N 11.48996°Ø | Upload foto |            |
| Niløse                       | Dysse eller jættestue         | Stenalder (ca. -3950 til -2801)   | Nej                                            | 101850                     | 55°33′04″N 11°29′24″Ø / 55.55118°N 11.48996°Ø | Upload foto |            |
| Niløse                       | Rundhøj                       | Stenalder (ca. -3950 til -2801)   | Nej                                            | 101851                     | 55°32′54″N 11°30′02″Ø / 55.54821°N 11.50049°Ø | Upload foto |            |
| Niløse                       | Dysse eller jættestue         | Stenalder (ca. -3950 til -2801)   | Nej                                            | 101851                     | 55°32′54″N 11°30′02″Ø / 55.54821°N 11.50049°Ø | Upload foto |            |
| Niløse                       | Rundhøj                       | Stenalder (ca. -3950 til -2801)   | Nej                                            | 101852                     | 55°32′53″N 11°30′05″Ø / 55.54819°N 11.50149°Ø | Upload foto |            |
| Niløse                       | Dysse eller jættestue         | Stenalder (ca. -3950 til -2801)   | Nej                                            | 101852                     | 55°32′53″N 11°30′05″Ø / 55.54819°N 11.50149°Ø | Upload foto |            |
| Niløse                       | Langhøj                       | Stenalder (ca. -3950 til -2801)   | Nej                                            | 101853                     | 55°32′57″N 11°30′09″Ø / 55.54925°N 11.50243°Ø | Upload foto |            |
| Niløse                       | Dysse eller jættestue         | Stenalder (ca. -3950 til -2801)   | Nej                                            | 101853                     | 55°32′57″N 11°30′09″Ø / 55.54925°N 11.50243°Ø | Upload foto |            |
| Nordskov                     | Langhøj                       | Stenalder (ca. -3950 til -2801)   | Nej                                            | 110063                     | 55°31′42″N 11°37′21″Ø / 55.52847°N 11.62255°Ø | Upload foto |            |
| Nordskov                     | Dysse eller jættestue         | Stenalder (ca. -3950 til -2801)   | Nej                                            | 110063                     | 55°31′42″N 11°37′21″Ø / 55.52847°N 11.62255°Ø | Upload foto |            |
| Nyrup                        | Rundhøj                       | Stenalder (ca. -3950 til -2801)   | Nej                                            | 109892                     | 55°32′42″N 11°39′45″Ø / 55.54492°N 11.66247°Ø | Upload foto |            |
| Nyrup                        | Dysse eller jættestue         | Stenalder (ca. -3950 til -2801)   | Nej                                            | 109892                     | 55°32′42″N 11°39′45″Ø / 55.54492°N 11.66247°Ø | Upload foto |            |
| Nyrup                        | Langhøj                       | Stenalder (ca. -3950 til -2801)   | Nej                                            | 109896                     | 55°31′50″N 11°38′51″Ø / 55.53052°N 11.64757°Ø | Upload foto |            |
| Nyrup                        | Dysse eller jættestue         | Stenalder (ca. -3950 til -2801)   | Nej                                            | 109896                     | 55°31′50″N 11°38′51″Ø / 55.53052°N 11.64757°Ø | Upload foto |            |
| Nyrupskov                    | Langhøj                       | Stenalder (ca. -3950 til -2801)   | Nej                                            | 109709                     | 55°23′55″N 11°30′48″Ø / 55.39860°N 11.51328°Ø | Upload foto |            |
| Nyrupskov                    | Dysse eller jættestue         | Stenalder (ca. -3950 til -2801)   | Nej                                            | 109709                     | 55°23′55″N 11°30′48″Ø / 55.39860°N 11.51328°Ø | Upload foto |            |
| Odsherred Skovdistrikt       | Vildtbaneafmærkning           | Nyere tid (ca. 1661 til 2009)     | Nej                                            | 122953                     | 55°22′34″N 11°32′30″Ø / 55.37616°N 11.54167°Ø | Upload foto |            |
| Odstrup                      | Rundhøj                       | Stenalder (ca. -3950 til -2801)   | Nej                                            | 109893                     | 55°32′24″N 11°36′42″Ø / 55.54002°N 11.61178°Ø | Upload foto |            |
| Odstrup                      | Dysse eller jættestue         | Stenalder (ca. -3950 til -2801)   | Nej                                            | 109893                     | 55°32′24″N 11°36′42″Ø / 55.54002°N 11.61178°Ø | Upload foto |            |
| Odstrup                      | Langhøj                       | Stenalder (ca. -3950 til -2801)   | Nej                                            | 109894                     | 55°32′01″N 11°37′03″Ø / 55.53365°N 11.61744°Ø | Upload foto |            |
| Odstrup                      | Dysse eller jættestue         | Stenalder (ca. -3950 til -2801)   | Nej                                            | 109894                     | 55°32′01″N 11°37′03″Ø / 55.53365°N 11.61744°Ø | Upload foto |            |
| Odstrup                      | Langhøj                       | Stenalder (ca. -3950 til -2801)   | Nej                                            | 109895                     | 55°32′03″N 11°37′20″Ø / 55.53408°N 11.62227°Ø | Upload foto |            |
| Odstrup                      | Dysse eller jættestue         | Stenalder (ca. -3950 til -2801)   | Nej                                            | 109895                     | 55°32′03″N 11°37′20″Ø / 55.53408°N 11.62227°Ø | Upload foto |            |
| Odstrup                      | Dysse eller jættestue         | Stenalder (ca. -3950 til -2801)   | Nej                                            | 109895                     | 55°32′03″N 11°37′20″Ø / 55.53408°N 11.62227°Ø | Upload foto |            |
| Pedersborg                   | Dysse eller jættestue         | Udateret (ca. -250000 til 2009)   | Nej                                            | 195496                     | 55°27′50″N 11°32′55″Ø / 55.46381°N 11.54851°Ø | Upload foto |            |
| Pedersborg voldsted          | Borg/Voldsted                 | Middelalder (ca. 1067 til 1535)   | Nej                                            | 192983                     | 55°27′08″N 11°33′24″Ø / 55.45234°N 11.55674°Ø | Upload foto |            |
| Plessens Overdrev            | Langhøj                       | Stenalder (ca. -3950 til -2801)   | Nej                                            | 112043                     | 55°23′16″N 11°29′22″Ø / 55.38785°N 11.48947°Ø | Upload foto |            |
| Plessens Overdrev            | Dysse eller jættestue         | Stenalder (ca. -3950 til -2801)   | Nej                                            | 112043                     | 55°23′16″N 11°29′22″Ø / 55.38785°N 11.48947°Ø | Upload foto |            |
| Pælegården                   | Vildtbaneafmærkning           | Nyere tid (ca. 1661 til 2009)     | Nej                                            | 190262                     | 55°30′37″N 11°32′33″Ø / 55.51024°N 11.54256°Ø | Upload foto |            |
| Ringdysse                    | Langhøj                       | Stenalder (ca. -3950 til -2801)   | Nej                                            | 109386                     | 55°25′24″N 11°37′35″Ø / 55.42340°N 11.62628°Ø | Upload foto |            |
| Ringdysse                    | Dysse eller jættestue         | Stenalder (ca. -3950 til -2801)   | Nej                                            | 109386                     | 55°25′24″N 11°37′35″Ø / 55.42340°N 11.62628°Ø | Upload foto |            |
| Rundkirken i Pedersborg      | Kirke                         | Middelalder (ca. 1400 til 1535)   | Nej                                            | 164430                     | 55°27′06″N 11°33′21″Ø / 55.45167°N 11.55597°Ø | Upload foto |            |
| Rødepælegård                 | Vildtbaneafmærkning           | Nyere tid (ca. 1661 til 2009)     | Nej                                            | 190276                     | 55°26′27″N 11°31′16″Ø / 55.44071°N 11.52107°Ø | Upload foto |            |
| Rødepælegård                 | Vildtbaneafmærkning           | Nyere tid (ca. 1661 til 2009)     | Nej                                            | 190277                     | 55°26′25″N 11°31′16″Ø / 55.44037°N 11.52116°Ø | Upload foto |            |
| Saltofte                     | Langhøj                       | Stenalder (ca. -3950 til -2801)   | Nej                                            | 102130                     | 55°31′14″N 11°34′56″Ø / 55.52056°N 11.58230°Ø | Upload foto |            |
| Saltofte                     | Dysse eller jættestue         | Stenalder (ca. -3950 til -2801)   | Nej                                            | 102130                     | 55°31′14″N 11°34′56″Ø / 55.52056°N 11.58230°Ø | Upload foto |            |
| Saltofte                     | Langhøj                       | Stenalder (ca. -3950 til -2801)   | Nej                                            | 102134                     | 55°31′30″N 11°34′58″Ø / 55.52494°N 11.58267°Ø | Upload foto |            |
| Saltofte                     | Dysse eller jættestue         | Stenalder (ca. -3950 til -2801)   | Nej                                            | 102134                     | 55°31′30″N 11°34′58″Ø / 55.52494°N 11.58267°Ø | Upload foto |            |
| Saltofte Holme               | Vildtbaneafmærkning           | Nyere tid (ca. 1661 til 2009)     | Nej                                            | 190263                     | 55°30′23″N 11°34′56″Ø / 55.50629°N 11.58231°Ø | Upload foto |            |
| Sandlynggaard                | Rundhøj                       | Stenalder (ca. -3950 til -2801)   | Nej                                            | 102145                     | 55°33′21″N 11°32′52″Ø / 55.55590°N 11.54764°Ø | Upload foto |            |
| Sandlynggaard                | Dysse eller jættestue         | Stenalder (ca. -3950 til -2801)   | Nej                                            | 102145                     | 55°33′21″N 11°32′52″Ø / 55.55590°N 11.54764°Ø | Upload foto |            |
| Sangravsmark                 | Rundhøj                       | Stenalder (ca. -3950 til -2801)   | Nej                                            | 101144                     | 55°32′44″N 11°21′40″Ø / 55.54556°N 11.36102°Ø | Upload foto |            |
| Sangravsmark                 | Dysse eller jættestue         | Stenalder (ca. -3950 til -2801)   | Nej                                            | 101144                     | 55°32′44″N 11°21′40″Ø / 55.54556°N 11.36102°Ø | Upload foto |            |
| Sengesten                    | Sagnsten                      | Historisk Tid (ca. 1067 til 2009) | Nej                                            | 102147                     | 55°31′21″N 11°36′23″Ø / 55.52255°N 11.60648°Ø | Upload foto |            |
| Skjeldebjerg                 | Langhøj                       | Stenalder (ca. -3950 til -2801)   | Nej                                            | 101187                     | 55°32′01″N 11°26′24″Ø / 55.53348°N 11.44008°Ø | Upload foto |            |
| Skjeldebjerg                 | Dysse eller jættestue         | Stenalder (ca. -3950 til -2801)   | Nej                                            | 101187                     | 55°32′01″N 11°26′24″Ø / 55.53348°N 11.44008°Ø | Upload foto |            |
| Skjeldebjerg                 | Dysse eller jættestue         | Stenalder (ca. -3950 til -2801)   | Nej                                            | 101187                     | 55°32′01″N 11°26′24″Ø / 55.53348°N 11.44008°Ø | Upload foto |            |
| Skjeldebjerg                 | Dysse eller jættestue         | Stenalder (ca. -3950 til -2801)   | Nej                                            | 101188                     | 55°32′02″N 11°26′37″Ø / 55.53384°N 11.44368°Ø | Upload foto |            |
| Skjeldebjerg                 | Dysse eller jættestue         | Stenalder (ca. -3950 til -2801)   | Nej                                            | 101188                     | 55°32′02″N 11°26′37″Ø / 55.53384°N 11.44368°Ø | Upload foto |            |
| Skjeldebjerg                 | Dysse eller jættestue         | Stenalder (ca. -3950 til -2801)   | Nej                                            | 101189                     | 55°31′57″N 11°27′30″Ø / 55.53261°N 11.45833°Ø | Upload foto |            |
| Slotsbanke                   | Borg/Voldsted                 | Middelalder (ca. 1067 til 1199)   | Nej                                            | 109855                     | 55°27′07″N 11°33′13″Ø / 55.45200°N 11.55363°Ø | Upload foto |            |
| Slotsbanke                   | Hegn/gærde                    | Udateret (ca. -500 til 1800)      | Nej                                            | 109855                     | 55°27′07″N 11°33′13″Ø / 55.45200°N 11.55363°Ø | Upload foto |            |
| Sobjerg                      | Rundhøj                       | Stenalder (ca. -3950 til -2801)   | Nej                                            | 101185                     | 55°31′38″N 11°25′46″Ø / 55.52730°N 11.42955°Ø | Upload foto |            |
| Sobjerg                      | Dysse eller jættestue         | Stenalder (ca. -3950 til -2801)   | Nej                                            | 101185                     | 55°31′38″N 11°25′46″Ø / 55.52730°N 11.42955°Ø | Upload foto |            |
| Sobjerg                      | Rundhøj                       | Stenalder (ca. -3950 til -2801)   | Nej                                            | 101197                     | 55°31′23″N 11°25′41″Ø / 55.52314°N 11.42805°Ø | Upload foto |            |
| Sobjerg                      | Dysse eller jættestue         | Stenalder (ca. -3950 til -2801)   | Nej                                            | 101197                     | 55°31′23″N 11°25′41″Ø / 55.52314°N 11.42805°Ø | Upload foto |            |
| Sortedys                     | Langhøj                       | Stenalder (ca. -3950 til -2801)   | Nej                                            | 109891                     | 55°32′12″N 11°38′49″Ø / 55.53670°N 11.64690°Ø | Upload foto |            |
| Sortedys                     | Dysse eller jættestue         | Stenalder (ca. -3950 til -2801)   | Nej                                            | 109891                     | 55°32′12″N 11°38′49″Ø / 55.53670°N 11.64690°Ø | Upload foto |            |
| Sortedys                     | Dysse eller jættestue         | Stenalder (ca. -3950 til -2801)   | Nej                                            | 109891                     | 55°32′12″N 11°38′49″Ø / 55.53670°N 11.64690°Ø | Upload foto |            |
| Stejlebanke                  | Rundhøj                       | Oldtid (ca. -250000 til 1066)     | Nej                                            | 109508                     | 55°25′45″N 11°40′53″Ø / 55.42925°N 11.68126°Ø | Upload foto |            |
| Stenlille                    | Rundhøj                       | Stenalder (ca. -3950 til -2801)   | Nej                                            | 102136                     | 55°31′42″N 11°35′11″Ø / 55.52839°N 11.58644°Ø | Upload foto |            |
| Stenlille                    | Dysse eller jættestue         | Stenalder (ca. -3950 til -2801)   | Nej                                            | 102136                     | 55°31′42″N 11°35′11″Ø / 55.52839°N 11.58644°Ø | Upload foto |            |
| Stenmagle                    | Langhøj                       | Stenalder (ca. -3950 til -2801)   | Nej                                            | 109887                     | 55°32′35″N 11°36′16″Ø / 55.54296°N 11.60438°Ø | Upload foto |            |
| Stenmagle                    | Langhøj                       | Stenalder (ca. -3950 til -2801)   | Nej                                            | 109888                     | 55°32′33″N 11°36′14″Ø / 55.54263°N 11.60394°Ø | Upload foto |            |
| Stenmagle                    | Dysse                         | Stenalder (ca. -3950 til -2801)   | Nej                                            | 109888                     | 55°32′33″N 11°36′14″Ø / 55.54263°N 11.60394°Ø | Upload foto |            |
| Stenmagle                    | Rundhøj                       | Oldtid (ca. -3950 til -501)       | Nej                                            | 109889                     | 55°32′35″N 11°36′36″Ø / 55.54315°N 11.61000°Ø | Upload foto |            |
| Stenmagle                    | Stenbygget grav               | Oldtid (ca. -3950 til -501)       | Nej                                            | 109889                     | 55°32′35″N 11°36′36″Ø / 55.54315°N 11.61000°Ø | Upload foto |            |
| Stenmagle                    | Langhøj                       | Stenalder (ca. -3950 til -2801)   | Nej                                            | 109890                     | 55°33′37″N 11°36′52″Ø / 55.56016°N 11.61435°Ø | Upload foto |            |
| Stenmagle                    | Dysse eller jættestue         | Stenalder (ca. -3950 til -2801)   | Nej                                            | 109890                     | 55°33′37″N 11°36′52″Ø / 55.56016°N 11.61435°Ø | Upload foto |            |
| Stenmagle                    | Dysse eller jættestue         | Stenalder (ca. -3950 til -2801)   | Nej                                            | 109890                     | 55°33′37″N 11°36′52″Ø / 55.56016°N 11.61435°Ø | Upload foto |            |
| Store Ebberup                | Langhøj                       | Stenalder (ca. -3950 til -2801)   | Nej                                            | 109426                     | 55°28′23″N 11°38′40″Ø / 55.47309°N 11.64450°Ø | Upload foto |            |
| Store Ebberup                | Dysse eller jættestue         | Stenalder (ca. -3950 til -2801)   | Nej                                            | 109426                     | 55°28′23″N 11°38′40″Ø / 55.47309°N 11.64450°Ø | Upload foto |            |
| Store Ebberup                | Langhøj                       | Stenalder (ca. -3950 til -2801)   | Nej                                            | 109427                     | 55°28′21″N 11°38′40″Ø / 55.47237°N 11.64457°Ø | Upload foto |            |
| Store Ebberup                | Dysse eller jættestue         | Stenalder (ca. -3950 til -2801)   | Nej                                            | 109427                     | 55°28′21″N 11°38′40″Ø / 55.47237°N 11.64457°Ø | Upload foto |            |
| Store Ebberup                | Dysse eller jættestue         | Stenalder (ca. -3950 til -2801)   | Nej                                            | 109427                     | 55°28′21″N 11°38′40″Ø / 55.47237°N 11.64457°Ø | Upload foto |            |
| Store Hanehøj                | Rundhøj                       | Stenalder (ca. -3950 til -2801)   | Nej                                            | 109857                     | 55°25′49″N 11°37′44″Ø / 55.43041°N 11.62875°Ø | Upload foto |            |
| Store Hanehøj                | Dysse eller jættestue         | Stenalder (ca. -3950 til -2801)   | Nej                                            | 109857                     | 55°25′49″N 11°37′44″Ø / 55.43041°N 11.62875°Ø | Upload foto |            |
| Tersløsegård                 | Brønd                         | Historisk Tid (ca. 1067 til 2009) | Nej                                            | 190259                     | 55°30′40″N 11°29′23″Ø / 55.51102°N 11.48979°Ø | Upload foto |            |
| Tersløsegård                 | Vildtbaneafmærkning           | Nyere tid (ca. 1661 til 2009)     | Nej                                            | 190870                     | 55°30′40″N 11°29′24″Ø / 55.51100°N 11.49007°Ø | Upload foto |            |
| Topshøj                      | Rundhøj                       | Stenalder (ca. -3950 til -2801)   | Nej                                            | 109676                     | 55°23′23″N 11°33′32″Ø / 55.38985°N 11.55880°Ø | Upload foto |            |
| Topshøj                      | Dysse eller jættestue         | Stenalder (ca. -3950 til -2801)   | Nej                                            | 109676                     | 55°23′23″N 11°33′32″Ø / 55.38985°N 11.55880°Ø | Upload foto |            |
| Topshøj Skov                 | Rundhøj                       | Stenalder (ca. -3950 til -2801)   | Nej                                            | 109682                     | 55°23′36″N 11°32′12″Ø / 55.39326°N 11.53653°Ø | Upload foto |            |
| Topshøj Skov                 | Dysse eller jættestue         | Stenalder (ca. -3950 til -2801)   | Nej                                            | 109682                     | 55°23′36″N 11°32′12″Ø / 55.39326°N 11.53653°Ø | Upload foto |            |
| Topshøj Skov                 | Langhøj                       | Oldtid (ca. -3950 til -501)       | Nej                                            | 109706                     | 55°23′34″N 11°32′17″Ø / 55.39287°N 11.53819°Ø | Upload foto |            |
| Topshøj Skov                 | Markrøse                      | Oldtid (ca. -250000 til 1066)     | Nej                                            | 109707                     | 55°23′37″N 11°32′38″Ø / 55.39372°N 11.54379°Ø | Upload foto |            |
| Topshøj Skov                 | Markrøse                      | Oldtid (ca. -250000 til 1066)     | Nej                                            | 109708                     | 55°23′47″N 11°32′09″Ø / 55.39633°N 11.53576°Ø | Upload foto |            |
| Topshøj Skov                 | Vildtbaneafmærkning           | Nyere tid (ca. 1661 til 2009)     | Nej                                            | 190308                     | 55°23′45″N 11°31′59″Ø / 55.39578°N 11.53312°Ø | Upload foto |            |
| Topshøj Skov                 | Vildtbaneafmærkning           | Nyere tid (ca. 1661 til 2009)     | Nej                                            | 190898                     | 55°23′54″N 11°31′48″Ø / 55.39834°N 11.52987°Ø | Upload foto |            |
| Troldbakke                   | Rundhøj                       | Oldtid (ca. -250000 til 1066)     | Nej                                            | 102141                     | 55°33′02″N 11°31′06″Ø / 55.55059°N 11.51829°Ø | Upload foto |            |
| Ugerløse bro                 | Vildtbaneafmærkning           | Nyere tid (ca. 1661 til 2009)     | Nej                                            | 126800                     | 55°33′58″N 11°38′33″Ø / 55.56620°N 11.64242°Ø | Upload foto |            |
| Vedbygård                    | Langhøj                       | Stenalder (ca. -3950 til -2801)   | Nej                                            | 101135                     | 55°31′53″N 11°22′59″Ø / 55.53133°N 11.38310°Ø | Upload foto |            |
| Vedbygård                    | Dysse eller jættestue         | Stenalder (ca. -3950 til -2801)   | Nej                                            | 101135                     | 55°31′53″N 11°22′59″Ø / 55.53133°N 11.38310°Ø | Upload foto |            |
| Vedbygård                    | Rundhøj                       | Stenalder (ca. -3950 til -2801)   | Nej                                            | 101139                     | 55°32′44″N 11°20′54″Ø / 55.54552°N 11.34828°Ø | Upload foto |            |
| Vedbygård                    | Dysse eller jættestue         | Stenalder (ca. -3950 til -2801)   | Nej                                            | 101139                     | 55°32′44″N 11°20′54″Ø / 55.54552°N 11.34828°Ø | Upload foto |            |
| Vedbygård                    | Rundhøj                       | Stenalder (ca. -3950 til -2801)   | Nej                                            | 101140                     | 55°32′42″N 11°21′08″Ø / 55.54500°N 11.35222°Ø | Upload foto |            |
| Vedbygård                    | Dysse eller jættestue         | Stenalder (ca. -3950 til -2801)   | Nej                                            | 101140                     | 55°32′42″N 11°21′08″Ø / 55.54500°N 11.35222°Ø | Upload foto |            |
| Vedbygård                    | Langhøj                       | Stenalder (ca. -3950 til -2801)   | Nej                                            | 101141                     | 55°32′17″N 11°25′07″Ø / 55.53812°N 11.41873°Ø | Upload foto |            |
| Vedbygård                    | Langhøj                       | Stenalder (ca. -3950 til -2801)   | Nej                                            | 101142                     | 55°32′20″N 11°23′32″Ø / 55.53877°N 11.39223°Ø | Upload foto |            |
| Vedbygård                    | Dysse eller jættestue         | Stenalder (ca. -3950 til -2801)   | Nej                                            | 101142                     | 55°32′20″N 11°23′32″Ø / 55.53877°N 11.39223°Ø | Upload foto |            |
| Vedbygård                    | Dysse eller jættestue         | Stenalder (ca. -3950 til -2801)   | Nej                                            | 101142                     | 55°32′20″N 11°23′32″Ø / 55.53877°N 11.39223°Ø | Upload foto |            |
| Vedbygård                    | Dysse eller jættestue         | Stenalder (ca. -3950 til -2801)   | Nej                                            | 101142                     | 55°32′20″N 11°23′32″Ø / 55.53877°N 11.39223°Ø | Upload foto |            |
| Vedbygård                    | Rundhøj                       | Stenalder (ca. -3950 til -2801)   | Nej                                            | 101145                     | 55°32′35″N 11°26′20″Ø / 55.54299°N 11.43889°Ø | Upload foto |            |
| Vedbygård                    | Dysse eller jættestue         | Stenalder (ca. -3950 til -2801)   | Nej                                            | 101145                     | 55°32′35″N 11°26′20″Ø / 55.54299°N 11.43889°Ø | Upload foto |            |
| Vedbygård                    | Langhøj                       | Stenalder (ca. -3950 til -2801)   | Nej                                            | 101146                     | 55°32′27″N 11°26′35″Ø / 55.54078°N 11.44295°Ø | Upload foto |            |
| Vedbygård                    | Dysse eller jættestue         | Stenalder (ca. -3950 til -2801)   | Nej                                            | 101146                     | 55°32′27″N 11°26′35″Ø / 55.54078°N 11.44295°Ø | Upload foto |            |
| Vedbygård                    | Rundhøj                       | Stenalder (ca. -3950 til -2801)   | Nej                                            | 101147                     | 55°32′20″N 11°24′41″Ø / 55.53888°N 11.41150°Ø | Upload foto |            |
| Vedbygård                    | Dysse eller jættestue         | Stenalder (ca. -3950 til -2801)   | Nej                                            | 101147                     | 55°32′20″N 11°24′41″Ø / 55.53888°N 11.41150°Ø | Upload foto |            |
| Vedbygård                    | Langhøj                       | Stenalder (ca. -3950 til -2801)   | Nej                                            | 101148                     | 55°32′22″N 11°24′24″Ø / 55.53937°N 11.40663°Ø | Upload foto |            |
| Vedbygård                    | Dysse eller jættestue         | Stenalder (ca. -3950 til -2801)   | Nej                                            | 101148                     | 55°32′22″N 11°24′24″Ø / 55.53937°N 11.40663°Ø | Upload foto |            |
| Vedbygård                    | Dysse eller jættestue         | Stenalder (ca. -3950 til -2801)   | Nej                                            | 101148                     | 55°32′22″N 11°24′24″Ø / 55.53937°N 11.40663°Ø | Upload foto |            |
| Vedbygård                    | Rundhøj                       | Oldtid (ca. -250000 til 1066)     | Nej                                            | 101149                     | 55°32′22″N 11°24′26″Ø / 55.53949°N 11.40713°Ø | Upload foto |            |
| Vedbygård                    | Langhøj                       | Stenalder (ca. -3950 til -2801)   | Nej                                            | 101150                     | 55°32′22″N 11°24′20″Ø / 55.53940°N 11.40551°Ø | Upload foto |            |
| Vedbygård                    | Dysse eller jættestue         | Stenalder (ca. -3950 til -2801)   | Nej                                            | 101150                     | 55°32′22″N 11°24′20″Ø / 55.53940°N 11.40551°Ø | Upload foto |            |
| Vedbygård                    | Langhøj                       | Stenalder (ca. -3950 til -2801)   | Nej                                            | 101151                     | 55°32′16″N 11°24′20″Ø / 55.53772°N 11.40568°Ø | Upload foto |            |
| Vedbygård                    | Dysse eller jættestue         | Stenalder (ca. -3950 til -2801)   | Nej                                            | 101151                     | 55°32′16″N 11°24′20″Ø / 55.53772°N 11.40568°Ø | Upload foto |            |
| Vedbygård                    | Dysse eller jættestue         | Stenalder (ca. -3950 til -2801)   | Nej                                            | 101151                     | 55°32′16″N 11°24′20″Ø / 55.53772°N 11.40568°Ø | Upload foto |            |
| Vedbygård                    | Langhøj                       | Stenalder (ca. -3950 til -2801)   | Nej                                            | 101153                     | 55°32′17″N 11°25′14″Ø / 55.53806°N 11.42050°Ø | Upload foto |            |
| Vedbygård                    | Dysse eller jættestue         | Stenalder (ca. -3950 til -2801)   | Nej                                            | 101153                     | 55°32′17″N 11°25′14″Ø / 55.53806°N 11.42050°Ø | Upload foto |            |
| Vedbygård                    | Langhøj                       | Stenalder (ca. -3950 til -2801)   | Nej                                            | 101156                     | 55°32′09″N 11°25′58″Ø / 55.53584°N 11.43271°Ø | Upload foto |            |
| Vedbygård                    | Dysse eller jættestue         | Stenalder (ca. -3950 til -2801)   | Nej                                            | 101156                     | 55°32′09″N 11°25′58″Ø / 55.53584°N 11.43271°Ø | Upload foto |            |
| Vedbygård                    | Dysse eller jættestue         | Stenalder (ca. -3950 til -2801)   | Nej                                            | 101156                     | 55°32′09″N 11°25′58″Ø / 55.53584°N 11.43271°Ø | Upload foto |            |
| Vedbygård                    | Dysse eller jættestue         | Stenalder (ca. -3950 til -2801)   | Nej                                            | 101156                     | 55°32′09″N 11°25′58″Ø / 55.53584°N 11.43271°Ø | Upload foto |            |
| Vedbygård                    | Rundhøj                       | Stenalder (ca. -3950 til -2801)   | Nej                                            | 101159                     | 55°31′50″N 11°24′46″Ø / 55.53060°N 11.41272°Ø | Upload foto |            |
| Vedbygård                    | Dysse eller jættestue         | Stenalder (ca. -3950 til -2801)   | Nej                                            | 101159                     | 55°31′50″N 11°24′46″Ø / 55.53060°N 11.41272°Ø | Upload foto |            |
| Vedbygård                    | Rundhøj                       | Stenalder (ca. -3950 til -2801)   | Nej                                            | 101160                     | 55°32′02″N 11°25′05″Ø / 55.53388°N 11.41793°Ø | Upload foto |            |
| Vedbygård                    | Dysse eller jættestue         | Stenalder (ca. -3950 til -2801)   | Nej                                            | 101160                     | 55°32′02″N 11°25′05″Ø / 55.53388°N 11.41793°Ø | Upload foto |            |
| Vedbygårds voldsted          | Borg/Voldsted                 | Historisk Tid (ca. 1067 til 1660) | Nej                                            | 167773                     | 55°32′39″N 11°22′30″Ø / 55.54407°N 11.37488°Ø | Upload foto |            |
| Vedbygårds voldsted          | Vejdæmning                    | Historisk Tid (ca. 1067 til 2009) | Nej                                            | 167773                     | 55°32′39″N 11°22′30″Ø / 55.54407°N 11.37488°Ø | Upload foto |            |
| Vedbygårds voldsted          | Voldgrav                      | Historisk Tid (ca. 1067 til 2009) | Nej                                            | 167773                     | 55°32′39″N 11°22′30″Ø / 55.54407°N 11.37488°Ø | Upload foto |            |
| Vielsted                     | Vildtbaneafmærkning           | Nyere tid (ca. 1661 til 2009)     | Nej                                            | 190895                     | 55°31′31″N 11°38′46″Ø / 55.52519°N 11.64608°Ø | Upload foto |            |
| Vilsted                      | Rundhøj                       | Stenalder (ca. -3950 til -2801)   | Nej                                            | 109592                     | 55°31′14″N 11°39′07″Ø / 55.52060°N 11.65186°Ø | Upload foto |            |
| Vilsted                      | Dysse eller jættestue         | Stenalder (ca. -3950 til -2801)   | Nej                                            | 109592                     | 55°31′14″N 11°39′07″Ø / 55.52060°N 11.65186°Ø | Upload foto |            |
| Vilsted                      | Langhøj                       | Stenalder (ca. -3950 til -2801)   | Nej                                            | 109593                     | 55°31′01″N 11°39′15″Ø / 55.51694°N 11.65415°Ø | Upload foto |            |
| Vilsted                      | Dysse eller jættestue         | Stenalder (ca. -3950 til -2801)   | Nej                                            | 109593                     | 55°31′01″N 11°39′15″Ø / 55.51694°N 11.65415°Ø | Upload foto |            |
| Vilsted                      | Rundhøj                       | Stenalder (ca. -3950 til -2801)   | Nej                                            | 109594                     | 55°31′06″N 11°38′48″Ø / 55.51837°N 11.64670°Ø | Upload foto |            |
| Vilsted                      | Dysse eller jættestue         | Stenalder (ca. -3950 til -2801)   | Nej                                            | 109594                     | 55°31′06″N 11°38′48″Ø / 55.51837°N 11.64670°Ø | Upload foto |            |
| Vilsted                      | Langhøj                       | Stenalder (ca. -3950 til -2801)   | Nej                                            | 109595                     | 55°31′34″N 11°38′20″Ø / 55.52612°N 11.63887°Ø | Upload foto |            |
| Vilsted                      | Dysse eller jættestue         | Stenalder (ca. -3950 til -2801)   | Nej                                            | 109595                     | 55°31′34″N 11°38′20″Ø / 55.52612°N 11.63887°Ø | Upload foto |            |
| Vilsted                      | Langhøj                       | Stenalder (ca. -3950 til -2801)   | Nej                                            | 109597                     | 55°31′21″N 11°38′40″Ø / 55.52247°N 11.64434°Ø | Upload foto |            |
| Vilsted                      | Dysse eller jættestue         | Stenalder (ca. -3950 til -2801)   | Nej                                            | 109597                     | 55°31′21″N 11°38′40″Ø / 55.52247°N 11.64434°Ø | Upload foto |            |
| Vilsted                      | Dysse eller jættestue         | Stenalder (ca. -3950 til -2801)   | Nej                                            | 109597                     | 55°31′21″N 11°38′40″Ø / 55.52247°N 11.64434°Ø | Upload foto |            |
| Vindelbro Skovpart           | Stenbygget grav               | Oldtid (ca. -3950 til -501)       | Nej                                            | 109684                     | 55°25′39″N 11°34′43″Ø / 55.42738°N 11.57872°Ø | Upload foto |            |
| Vindelbro Skovpart           | Langhøj                       | Stenalder (ca. -3950 til -2801)   | Nej                                            | 109685                     | 55°25′34″N 11°34′39″Ø / 55.42615°N 11.57751°Ø | Upload foto |            |
| Vindelbro Skovpart           | Rundhøj                       | Oldtid (ca. -250000 til 1066)     | Nej                                            | 109711                     | 55°25′34″N 11°34′29″Ø / 55.42619°N 11.57484°Ø | Upload foto |            |
| Vindelbro Skovpart           | Rundhøj                       | Oldtid (ca. -250000 til 1066)     | Nej                                            | 109713                     | 55°25′23″N 11°34′40″Ø / 55.42312°N 11.57764°Ø | Upload foto |            |
| Vindelbro Skovpart           | Langhøj                       | Stenalder (ca. -3950 til -2801)   | Nej                                            | 109860                     | 55°26′25″N 11°35′05″Ø / 55.44027°N 11.58472°Ø | Upload foto |            |
| Vindelbro Skovpart           | Dysse eller jættestue         | Stenalder (ca. -3950 til -2801)   | Nej                                            | 109860                     | 55°26′25″N 11°35′05″Ø / 55.44027°N 11.58472°Ø | Upload foto |            |
| Vindelbro Skovpart           | Rundhøj                       | Oldtid (ca. -250000 til 1066)     | Nej                                            | 109871                     | 55°26′26″N 11°34′54″Ø / 55.44048°N 11.58170°Ø | Upload foto |            |
| Ødemark                      | Vildtbaneafmærkning           | Nyere tid (ca. 1661 til 2009)     | Nej                                            | 124807                     | 55°28′41″N 11°28′43″Ø / 55.47805°N 11.47857°Ø | Upload foto |            |
| Ødemarkgaard                 | Langhøj                       | Stenalder (ca. -3950 til -2801)   | Nej                                            | 109483                     | 55°28′54″N 11°28′55″Ø / 55.48158°N 11.48188°Ø | Upload foto |            |
| Ødemarkgaard                 | Dysse eller jættestue         | Stenalder (ca. -3950 til -2801)   | Nej                                            | 109483                     | 55°28′54″N 11°28′55″Ø / 55.48158°N 11.48188°Ø | Upload foto |            |
| Ødemarkgaard                 | Dysse eller jættestue         | Stenalder (ca. -3950 til -2801)   | Nej                                            | 109483                     | 55°28′54″N 11°28′55″Ø / 55.48158°N 11.48188°Ø | Upload foto |            |
| Ørnstrup Skovpart            | Rundhøj                       | Oldtid (ca. -250000 til 1066)     | Nej                                            | 109714                     | 55°25′14″N 11°34′59″Ø / 55.42043°N 11.58319°Ø | Upload foto |            |
| Ørnstrup Skovpart            | Rundhøj                       | Oldtid (ca. -250000 til 1066)     | Nej                                            | 109715                     | 55°24′51″N 11°35′19″Ø / 55.41415°N 11.58862°Ø | Upload foto |            |
| Ørnstrup Skovpart            | Rundhøj                       | Oldtid (ca. -250000 til 1066)     | Nej                                            | 109716                     | 55°24′38″N 11°35′05″Ø / 55.41053°N 11.58482°Ø | Upload foto |            |
| Ørnstrup Skovpart            | Rundhøj                       | Oldtid (ca. -250000 til 1066)     | Nej                                            | 109861                     | 55°25′21″N 11°35′51″Ø / 55.42244°N 11.59743°Ø | Upload foto |            |